# Калдікот
Ка́лдікот (англ. Caldicot, валл. Cil-y-coed) — місто на південному сході Уельсу, в області Монмутшир.
Населення міста становить 11 248 осіб (2001).